# Diogo Valente
Pour les articles homonymes, voir Valente.
Diogo Jorge Moreno Valente est un footballeur portugais né le 23 septembre 1984 à Aveiro. Il joue au poste d'ailier.
Il possède 12 sélections en équipe du Portugal espoirs.

## Biographie

### Les débuts
Diogo Valente commence le football au sein des catégories jeunes du Boavista FC, mais n'atteint pas de suite l'équipe première. Il est tout d'abord prêté pour une saison au GD Chaves qui évolue en deuxième division portugaise.

### Boavista FC
De retour de son prêt, il fait ses débuts professionnels dans l'élite du football portugais lors de la saison 2004-05, et s'impose rapidement comme titulaire en tant qu'ailier.

### FC Porto
En juillet 2006 il signe avec le grand FC Porto, mais, après n'avoir disputé qu'une seule rencontre il est prêté, dès le mois de janvier au CS Marítimo.

### Leixões SC
À nouveau prêté dès la saison suivante au club de Matosinhos, le Leixões SC, qui est de retour revenu au sein de l'élite.

### SC Braga
Le 1er juillet 2009 Diogo Valente quitte Porto d'un commun accord, et rejoint les voisins du Sporting Clube de Braga pour un montant non connu. Il termine avec les Arsenalistas à la deuxième place du championnat. Peu utilisé durant cette saison, il quitte le club sous forme de prêt.

### Académica de Coimbra
Il rejoint les rangs de Académica où il retrouve son poste de titulaire. La saison terminée son prêt est à son terme, mais son contrât avec le Sporting Clube de Braga quant à lui court toujours, désireux de rester dans la capitale estudiantine il résilie son contrat de façon amiable, et signe un contrât d'un an. Il est à nouveau titulaire durant tout le long de la saison, qui atteint son paroxysme avec la victoire en coupe face au Sporting CP, il participe ainsi à la conquête du second trophée des "étudiants".

### CFR Cluj
Fin mai 2012, il rejoint le club roumain du CFR Cluj pour un contrat de trois ans.

## Sélection nationale
Il est sélectionné à 12 reprises avec les U21 portugais et participe au Championnat d'Europe 2006.

## Carrière
Arrêtées à l'issue de la saison 2014-2015
- 193 matchs et 18 buts en 1re division portugaise
- 19 matchs et 1 but en 1re division roumaine
- 27 matchs et 1 but en 2e division portugaise

## Statistiques de joueur

### Synthèse
| Saison                | Club                  | Championnat           | Championnat | Championnat | Coupe(s) nationale(s) | Coupe(s) nationale(s) | Compétition(s) continentale(s) | Compétition(s) continentale(s) | Compétition(s) continentale(s) | Sélection | Sélection | Sélection | Total | Total |
| Saison                | Club                  | Division              | M.          | B.          | M.                    | B.                    | Comp.                          | M.                             | B.                             | Équipe    | M.        | B.        | M.    | B.    |
| 2003-2004             | Deportivo Chaves      | Segunda Liga          | 27          | 1           | 1                     | 0                     | -                              | 0                              | 0                              | -         | 0         | 0         | 28    | 1     |
| Sous-total            | Sous-total            | Sous-total            | 27          | 1           | 1                     | 0                     | -                              | 0                              | 0                              | -         | 0         | 0         | 28    | 1     |
| 2004-2005             | Boavista FC           | Primeira Liga         | 23          | 4           | 1                     | 1                     | -                              | 0                              | 0                              | U21       | 2         | 0         | 26    | 5     |
| 2005-2006             | Boavista FC           | Primeira Liga         | 22          | 2           | 0                     | 0                     | -                              | 0                              | 0                              | U21       | 7         | 0         | 29    | 2     |
| Sous-total            | Sous-total            | Sous-total            | 45          | 6           | 1                     | 1                     | -                              | 0                              | 0                              |           | 9         | 0         | 55    | 7     |
| 2006-2007             | FC Porto              | Primeira Liga         | 1           | 0           | 0                     | 0                     | -                              | 0                              | 0                              | U21       | 1         | 0         | 2     | 0     |
| Sous-total            | Sous-total            | Sous-total            | 1           | 0           | 0                     | 0                     | -                              | 0                              | 0                              |           | 1         | 0         | 2     | 0     |
| 2006-2007             | CS Marítimo           | Primeira Liga         | 5           | 1           | 1                     | 0                     | -                              | 0                              | 0                              | U21       | 1         | 0         | 7     | 1     |
| Sous-total            | Sous-total            | Sous-total            | 5           | 1           | 1                     | 0                     | -                              | 0                              | 0                              |           | 1         | 0         | 7     | 1     |
| 2007-2008             | Leixões SC            | Primeira Liga         | 17          | 1           | 3                     | 1                     | -                              | 0                              | 0                              | -         | 0         | 0         | 20    | 2     |
| 2008-2009             | Leixões SC            | Primeira Liga         | 29          | 4           | 6                     | 1                     | -                              | 0                              | 0                              | B         | 1         | 0         | 36    | 5     |
| Sous-total            | Sous-total            | Sous-total            | 46          | 5           | 9                     | 2                     | -                              | 0                              | 0                              |           | 1         | 0         | 56    | 7     |
| 2009-2010             | SC Braga              | Primeira Liga         | 8           | 0           | 3                     | 0                     | C3                             | 2                              | 0                              | -         | 0         | 0         | 13    | 0     |
| Sous-total            | Sous-total            | Sous-total            | 8           | 0           | 3                     | 0                     | -                              | 2                              | 0                              | -         | 0         | 0         | 13    | 0     |
| 2010-2011             | Académica             | Primeira Liga         | 29          | 2           | 7                     | 2                     | -                              | 0                              | 0                              | -         | 0         | 0         | 36    | 4     |
| 2011-2012             | Académica             | Primeira Liga         | 28          | 2           | 8                     | 1                     | -                              | 0                              | 0                              | -         | 0         | 0         | 36    | 3     |
| Sous-total            | Sous-total            | Sous-total            | 57          | 4           | 15                    | 3                     | -                              | 0                              | 0                              | -         | 0         | 0         | 72    | 7     |
| 2012-2013             | CFR Cluj              | Liga I                | 19          | 1           | 5                     | 2                     | C1+C3                          | 4                              | 0                              | -         | 0         | 0         | 28    | 3     |
| Sous-total            | Sous-total            | Sous-total            | 19          | 1           | 5                     | 2                     | -                              | 4                              | 0                              | -         | 0         | 0         | 28    | 3     |
| 2013-2014             | Académica             | Primeira Liga         | 21          | 1           | 6                     | 1                     | -                              | 0                              | 0                              | -         | -         | -         | 27    | 2     |
| Sous-total            | Sous-total            | Sous-total            | 21          | 1           | 6                     | 1                     | -                              | 0                              | 0                              | -         | 0         | 0         | 27    | 2     |
| 2014-2015             | Gil Vicente FC        | Primeira Liga         | 10          | 1           | 5                     | 0                     | -                              | 0                              | 0                              | -         | 0         | 0         | 15    | 1     |
| Sous-total            | Sous-total            | Sous-total            | 10          | 1           | 5                     | 0                     | -                              | 0                              | 0                              | -         | 0         | 0         | 15    | 1     |
| 2015-2016             | Şanlıurfaspor         | 1. Lig                | 1           | 0           | 1                     | 0                     | -                              | 0                              | 0                              | -         | 0         | 0         | 2     | 0     |
| Sous-total            | Sous-total            | Sous-total            | 1           | 0           | 1                     | 0                     | -                              | 0                              | 0                              | -         | 0         | 0         | 2     | 0     |
| Total sur la carrière | Total sur la carrière | Total sur la carrière | 240         | 20          | 47                    | 9                     | -                              | 6                              | 0                              | -         | 12        | 0         | 305   | 29    |

### Coupes continentales
| Matchs | Date            | Stade                                           | Adversaire        | Résultat | Minutes | Compétition                   | Buts | Tour                            | Club     |
| ------ | --------------- | ----------------------------------------------- | ----------------- | -------- | ------- | ----------------------------- | ---- | ------------------------------- | -------- |
| 1      | 30 juillet 2009 | Estádio Axa, Braga                              | IF Elfsborg       | 1 – 2    | 35 min  | Ligue Europa 2009-2010        | 0    | Troisième tour de qualification | SC Braga |
| 2      | 6 août 2009     | Borås Arena, Borås                              | IF Elfsborg       | 2 – 0    | 56 min  | Ligue Europa 2009-2010        | 0    | Troisième tour de qualification | SC Braga |
| 3      | 1er août 2012   | Stade Docteur-Constantin-Rădulescu, Cluj-Napoca | FC Slovan Liberec | 1 – 0    | 10 min  | Ligue des champions 2012-2013 | 0    | Troisième tour de qualification | CFR Cluj |
| 4      | 29 août 2012    | Stade Docteur-Constantin-Rădulescu, Cluj-Napoca | FC Bâle           | 1 – 0    | 73 min  | Ligue des champions 2012-2013 | 0    | Barrages                        | CFR Cluj |
| 5      | 7 novembre 2012 | Stade Docteur-Constantin-Rădulescu, Cluj-Napoca | Galatasaray       | 1 – 3    | 13 min  | Ligue des champions 2012-2013 | 0    | Phase de groupes                | CFR Cluj |
| 6      | 21 février 2013 | Stade Docteur-Constantin-Rădulescu, Cluj-Napoca | Inter Milan       | 0 – 3    | 19 min  | Ligue Europa 2012-2013        | 0    | Seizièmes de finale             | CFR Cluj |

## Palmarès

### Avec leBoavista FCU19
- Champion du Portugal U19 en 2003

### Avec leFC Porto
- Champion du Portugal en 2007

### Avec l'Académica
- Vainqueur de la Coupe du Portugal en 2012

### Avec leSC Braga
- Vice-champion du Portugal en 2012

### Avec leCFR Cluj
- Finaliste de la Coupe de Roumanie en 2013 avec le CFR Cluj
- Finaliste de la Supercoupe de Roumanie en 2012 avec le CFR Cluj